# Milichiella unicolor
Milichiella unicolor är en tvåvingeart som först beskrevs av Johannes Cornelis Hendrik de Meijere 1906.  Milichiella unicolor ingår i släktet Milichiella och familjen sprickflugor.